# Tippo Tip

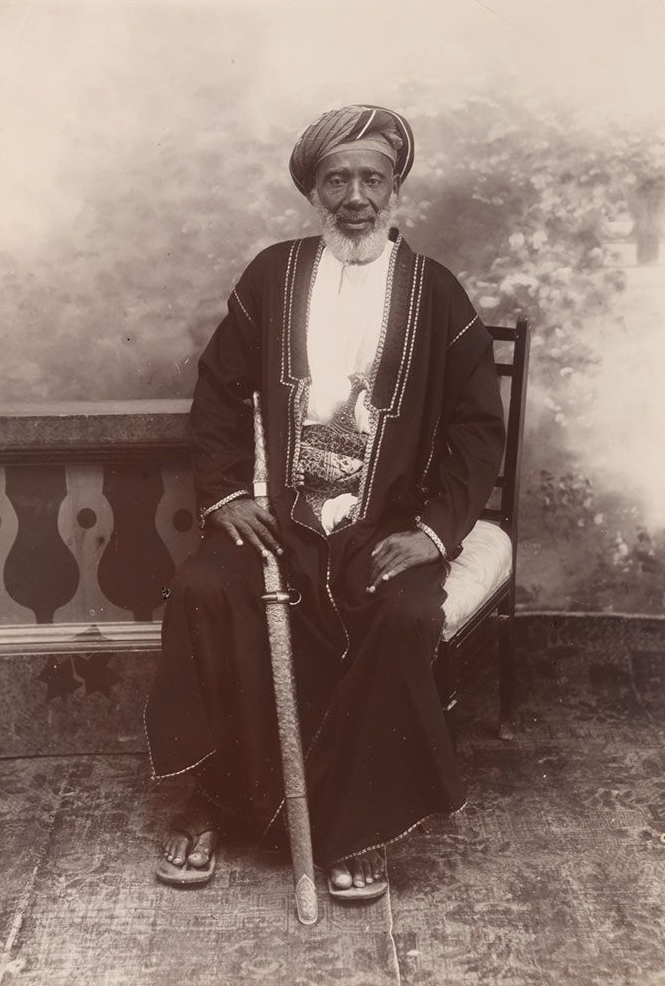
Tippo Tip.

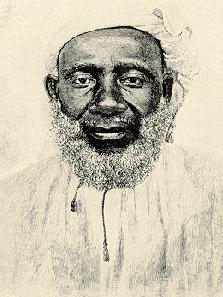
Tippo Tip.

Tippo Tip, ook Tippu-Tip, echte naam Hamid bin Mohammed el Moerjebi (1837 - 14 juni 1905) was een Swahili gouverneur, plantage-eigenaar en slaven- en ivoorhandelaar uit Zanzibar. Zijn moeder, Bint Habib bin Bushir, was een Arabische uit Masqat in Oman. Zijn vader en grootvader waren Swahili die aan diverse expedities naar het binnenland hadden deelgenomen.
Hij bouwde een handelsrijk uit op het Afrikaanse vasteland en kwam zo in contact met een aantal westerse ontdekkingsreizigers. Hij hielp bij expedities van Verney Lovett Cameron, Stanley en Hermann von Wissmann.
Tussen 1884 en 1887 beheerste hij Oost-Congo, en vervolgens werd hij als gouverneur van dit gebied aangesteld. Hierdoor kwam hij in dienst van Leopold II en moest hij zijn handelsroutes en -contacten aan de Belgen van de Onafhankelijke Congostaat doorgeven. Zijn macht werd steeds meer uitgehold en vooral werd de slavenhandel verboden. Hij trok zich in 1891 terug in Zanzibar. Hij droeg het gouverneurschap over aan zijn neef Rasjid. Die werd door de Belgen verslagen en zijn handelsimperium ging verloren.
Hij schreef nadien zijn autobiografie in het Swahili. Heinrich Brode vertaalde dit werk in het Duits. Hij stierf op 13 juni 1905 aan malaria. Zijn bijnaam is hoogstwaarschijnlijk een onomatopee van zijn geweer.
Een waardevolle beschrijving vanuit het perspectief van zijn slachtoffers is het relaas van Disasi Makulo, in 1982 opgeschreven door zijn zoon Akambu Makulo.